# Apple Creek, Ohio
Apple Creek là một làng thuộc quận Wayne, tiểu bang Ohio, Hoa Kỳ. Năm 2010, dân số của làng này là 1173 người.

## Dân số
- Dân số năm 2000: 999 người.
- Dân số năm 2010: 1173 người.